# 高岳車站
高岳站（日语：／ Takaoka eki */?）是位於愛知縣名古屋市東區東櫻二丁目，為名古屋市營地下鐵櫻通線之車站。車站編號為S06。

## 車站結構
本站為1面2線島式月台之地下車站。

### 月台配置
| 月台 | 路線   | 目的地                 |
| ---- | ------ | ---------------------- |
| 1    | 櫻通線 | 今池、新瑞橋、德重方向 |
| 2    | 櫻通線 | 名古屋、太閤通方向     |

## 相鄰車站
名古屋市營地下鐵
 櫻通線
久屋大通（S05）－高岳（S06）－車道（S07）

## 外部連結
- 高岳 - 名古屋市交通局